# 加納中通り
加納中通り（かのうなかどおり）とは、岐阜県岐阜市南部（加納地区）を南北に結ぶ通りである。
国道157号（国道248号との重複区間）の一部が該当する。

## 区間
- 岐阜市神田町10丁目（岐阜県道54号岐阜停車場線交点）～岐阜市茜部本郷（国道21号茜部本郷交差点）
  - 全区間が国道248号と重複している。

## 概況
かつては神田町10丁目から加納桜道1丁目（旧東陸橋）が片側1車線、加納桜道1丁目から2丁目が片側2車線、加納桜道2丁目から茜部本郷が片側1.5車線であったが、岐阜駅周辺地域高架化による東陸橋の撤去、及び歩道の拡張が行なわれ、現在は神田町10丁目から加納桜道2丁目が片側2車線。加納桜道2丁目から茜部本郷が片側1車線である。

## 別名
- 加納城南通り

## 沿線
- 岐阜駅
- JR岐阜駅バスターミナル
- 名鉄岐阜駅
- 岐阜バスターミナル
- 旧東陸橋
- 清水川
- 旧加納宿
- 加納城址
- 岐阜市立加納小学校
- 岐阜南消防署
- 荒田川